# Jurij Ajrapetjan
Jurij Ajrapetjan, in armeno Յուրի Հայրապետյան? (Erevan, 18 aprile 1988), è uno scacchista ucraino di origine armena.
Ha ottenuto il titolo di Grande Maestro in gennaio del 2008.
Nel 2010 si è laureato in economia presso la V.I. Vernadsky  Taurida National University di Kiev.
Tra i principali risultati:
- 1° a Simferopol nel 2004;
- 2º nel campionato della Crimea nel 2006;
- 1° a Simferopol nel 2007;
- 1° ad Alushta nel 2007.

Ha ottenuto il suo massimo rating FIDE in luglio 2009, con 2537 punti Elo.